# Sophie-Marie Kumpen
Sophie-Marie Kumpen (Hasselt, 30 de outubro de 1975) é uma karting belga . 
Depois de uma carreira de sucesso no kart, onde contou com seus oponentes, incluindo Jenson Button, Giancarlo Fisichella e Jarno Trulli, ela começou como piloto de corrida na Formido Swift Cup em 2013. 

## Resultados
- 1991: 9º Campeonato Mundial de Fórmula A
- 1992: 26º Campeonato Mundial de Fórmula K
- 1993: 29º Campeonato Mundial de Fórmula Super A.
- 1994: 17º Campeonato Mundial de Fórmula Super A.
- 1995: 1°  Troféu Andrea Margutti - Fórmula A.

## Vida privada
Sophie Kumpen é prima do empresário e ex-piloto de rally Paul Kumpen e de seu filho, Anthony Kumpen . Ela foi casada com Jos Verstappen até 2008 e é a mãe do piloto de Fórmula 1 Max Verstappen e Victoria Verstappen, também ativa no kart. Seu pai, Robert Kumpen, foi presidente do clube de futebol belga KRC Genk por um período nos anos 90 do século XX.  